# برات زنجانی
برات زنجانی (زادهٔ اسفند ۱۳۰۳ خلخال – درگذشتهٔ ۱۲ آذر ۱۳۹۹ تهران)استاد بازنشسته دانشگاه تهران، نظامی‌شناس و پژوهشگر ادبی اهل ایران بود.

## زندگی
برات زنجانی فرزند کاظم در سال ۱۳۰۳ در خلخال متولّد شد. کارشناسی زبان و ادبیات فارسی را از دانشگاه تبریز و کارشناسی ارشد و دکتری زبان و ادبیات فارسی را از دانشگاه تهران دریافت نمود.
برات زنجانی در سال ۱۳۹۵ به‌عنوان پژوهشگر پیشکسوت نمونهٔ دانشگاه تهران انتخاب شد.وی مدّتی دبیر دبیرستان‌های خلخال و همچنین رئیس فرهنگ خلخال بود که پس از اخذ دکتری به‌عضویت هیئت علمی دانشگاه تهران درآمد. وی در ۱۲ آذر ۱۳۹۹ و در اثر کهولت سن درگذشت.

## آثار
1. صور خیال در خمسه نظامی، انتشارات دانشگاه تهران.
2. احوال و آثار و شرح مخزن‌الاسرار نظامی گنجوی، انتشارات دانشگاه تهران.
3. خسرو و شیرین نظامی گنجوی (متن علمی و انتقادی) ، انتشارات دانشگاه تهران.
4. لیلی و مجنون نظامی گنجوی (متن علمی و انتقادی) ، انتشارات دانشگاه تهران.
5. هفت پیکر نظامی گنجوی (متن علمی و انتقادی) ، انتشارات دانشگاه تهران.
6. شرفنامه نظامی گنجوی (متن علمی و انتقادی) ، انتشارات دانشگاه تهران.
7. اقبالنامه نظامی گنجوی (متن علمی و انتقادی) ، انتشارات دانشگاه تهران.
8. دیوان نظامی گنجوی، انتشارات دانشگاه تهران.
9. دیوان اشعار ابوالنجم احمدبن قوص‌بن احمد منوچهری دامغانی، انتشارات دانشگاه تهران.
10. برگزیده‌ای از هفت‌پیکر نظامی گنجوی، انتشارات امیرکبیر.
11. خلاصه داستان خسرو و شیرین: با شرح لغات و عبارات و توضیح نکات ادبی، انتشارات امیرکبیر.
12. خلاصه داستان گرشاسبنامه، انتشارات امیرکبیر.
13. گلستان سعدی: نسخه علمی و انتقادی از روی قدیمی‌ترین نسخ خطی (نسخ پکن)، انتشارات امیرکبیر.
14. برگزیده اشعار سنایی، انتشارات امیرکبیر.
15. کشف‌الابیات بوستان و گلستان سعدی، انتشارات دانشگاه تهران.
16. تصحیح مثنوی اسرارالشهود، محمد اسیری لاهیجی، انتشارات امیرکبیر.
17. دانشنامه در علم پزشکی: کهن‌ترین مجموعهٔ طبی به شعر فارسی از حکیم میسری، با همکاری مهدی محقق، مؤسسهٔ مطالعات اسلامی دانشگاه مک گیل (شعبهٔ تهران).
18. صد غزل از صائب تبریزی با شرح عبارات و ترکیبات ادبی و معنی لغات و اصلاحات، نشر بیستون.
19. برگزیده بهترین اشعار مثنوی، نشر طلوع.
20. خاقانی شروانی: نکته‌ها از گفته‌ها، انتشارات امیرکبیر.[۹]

۲۱- دیوان نظامی شامل غزلیات و قصاید نظامی انتشارات دانشگاه تهران